# La Chaussée-sur-Marne

La Chaussée-sur-Marne este o comună în departamentul Marne, Franța. În 2009 avea o populație de 675 de locuitori.